# Szolomon Venyiaminovics Seresevszkij
Szolomon Venyiaminovics Seresevszkij (oroszul:  Соломон Вениаминович Шерешевский; Torzsok, 1886 – 1958. május 1.), úgy is, mint 'Ш' ('Sh'), 'S.', vagy Luria's S  szovjet újságíró és mnemonista, emlékezőművész volt.  Alekszandr Lurija kutatási alanya volt, az esettanulmány Malenykaja knyizska o bolsoj pamjatyi (Kis könyv a nagy emlékezőtehetségről) címmel 1968-ban jelent meg.

## Kutatási alany
Seresevszkij több kutatásban is szerepelt, a legtöbbet Alekszandr Lurija végezte, harminc éven keresztül. Az első találkozóra Lurijával azután került sor, hogy az 1920-as évek közepén leszidták egy értekezleten, mert nem készített jegyzeteket. Mindenki megdöbbenésére szó szerint visszaidézte a beszédet. Ő ekkor döbbent rá arra, hogy mások erre nem képesek. Később otthagyta az újságírást, és emlékezőművészként bonyolult matematikai képleteket, nagy mátrixokat, ismeretlen nyelvű verseket jegyzett meg, melyeket részletesen memorizált percek alatt.
A tanulmányok alapján Lurija extrém erős szinesztéziát ismert fel, egy olyan fajtát, ahol az összes érzék az összes érzék reakcióját váltotta ki. Például minden egy zenei hang hallása színérzetet váltott ki, a tapintás ízt váltott ki, és így tovább. A szinesztézia által létrehozott képek segítették a megjegyzést. Például ezeket mondta a számokról:
„Vegyük az 1-es számot! Egy büszke, jó alkatú férfi. A 2 egy élénk nő; a 3 egy mélabús személy; a 6 egy dagadt lábú férfi; a 7 egy bajszos férfi; a 8 egy vaskos nő – zsák zsákban. Ami a 87-et illeti: amit látok, az egy kövér nő egy egy bajszát pödrő férfi.”
A jegyek fenti listája megfelel az ideasztézia néven ismert szinesztéziatípusnak, azaz megszemélyesítő szinesztéziának. Azonban létezik egy mnemotechnika, ami a szinesztéziához hasonlóan segíti a megjegyzést. Seresevszkij emellett mnemotechnikákat is használt, például a helyek módszerét. Lurija nem tudta eldönteni, hogy ezek a képek a szinesztézia termékei-e, vagy Seresevszkij alkotta-e őket.
Seresevszkij azt is állította, hogy képes kontrollálni teste akaratlan működéseit. Ezt tesztekkel igazolták. Képes volt arra, hogy nyugalmi 70-72 pulzusát felvigye 100-ra, majd levinni 64-66-ra. Amikor azt kérdezték tőle, hogy csinálta, azt mondta, hogy látta magát, ahogy a vonat után fut. Utána pedig az ágyban látta magát, teljes nyugalomban, ahogy aludni készül. Képes volt arra is, hogy jobb kezét felmelegítse 2 fokkal, és bal kezét eközben lehűtse 1,5 fokkal. Szintén elmondta, hogy csinálta. Látta magát, amint jobb kezével megérint egy forró tűzhelyet, miközben bal kezével egy jégkockát fog. Azt is állította, hogy a fájdalmat el tudja kerülni azzal, hogy elképzeli, hogy valaki más tapasztalja meg, nem ő. Lurija ezt nem tesztelte. Seresevszkij azt is állította, hogy képes magát és másokat gyógyítani azzal, hogy elképzeli, hogy a baj eltávozik. Lurija ezt nem tesztelte, és nem is hitte el, hanem ezt az elképzelést a naiv mágikus gondolkodás termékének tartotta.

## Nehézségek
Élénk emlékezete segítette emlékképek létrehozásában, azonban gyakran hozott létre szükségtelen és zavaró képeket és érzéseket. Nehézséget okozott számára az az információ, melynek tartalma eltért az elképzelésétől. Kiváló emlékezőképessége ellenére rossz volt az arcmemóriája, az arcok változékonysága miatt. Nehézségei voltak az olvasással, mivel az írott szavak zavaró érzékleteket hoztak létre. Ez tovább rosszabbodott, hogyha evés közben akart olvasni. Egy példa a mindennapi élet nehézségeiből:
„Egyszer elmentem fagylaltot vásárolni... Odamentem az eladóhoz, és megkérdeztem tőle, hogy milyen fagylalt van. Gyümölcsfagylalt – válaszolta, de olyan hangon, hogy egy halom szén, és fekete hamu ömlött ki a száján. Miután így válaszolt, semmit sem tudtam venni...” 
Problémákat okozott számára, ha egy szó hangzása nem illett a jelentéséhez. Például az orosz szvinya (disznó) szó túl finom és elegáns volt, míg a jiddis khazzer (disznó, koca) durvább hangzás sokkal jobban illett egy zsíros, kövér hashoz, száraz sárral borított szőrhöz.
Olyan erős volt a memóriája, hogy még évtizedekkel később is percre pontosan fel tudta idézni az eseményeket és a körülményeket. Képességeinek felfedezése után emlékezőművésznek állt, azonban ez zavart okozott az elméjében. Kétségbeesésében mentális égetéssel próbálkozott, ami azt jelentette, hogy leírta azt, amit el akart felejteni, aztán elégette. Memóriabajnokok azt tudják megerősíteni, hogy a leírás a megjegyzésben segít. Csak idős korában jött rá a megoldásra: az önszuggesztióra. Vagyis azt szuggerálta magának, hogy nem akarok emlékezni rá.

## Fordítás
Ez a szócikk részben vagy egészben  a   Solomon Shereshevsky című angol Wikipédia-szócikk fordításán alapul.  Az eredeti cikk szerkesztőit annak laptörténete sorolja fel. Ez a jelzés csupán a megfogalmazás eredetét és a szerzői jogokat jelzi, nem szolgál a cikkben szereplő információk forrásmegjelöléseként.